# Castelnavia noveloi
Castelnavia noveloi là một loài thực vật có hoa trong họ Podostemaceae. Loài này được C.T.Philbrick & C.P.Bove mô tả khoa học đầu tiên năm 2008.